# یوشیتاتسو ایتانو
یوشیتاتسو ایتانو (ژاپنی: 板野 圭竜؛ زادهٔ ۳۰ نوامبر ۱۹۹۵) یک بازیکن فوتبال اهل ژاپن است.
از باشگاه‌هایی که در آن بازی کرده‌است می‌توان به باشگاه فوتبال فاگیانو اوکایاما اشاره کرد.